# 伊卡里亚堑沟群
伊卡里亚堑沟群（Icaria Fossae）是位于火星法厄同区南纬46.4度和西经123.8度处的一条槽沟，长约280公里，其名称取自南纬44度、西经130度的一处古典反照率特征。
在火星地理语言中，堑沟是一道大型槽沟（狭长的洼地），该词来源于拉丁语，其中“福萨"（fossa）是单数形式，“福斯”（fossae）为复数形式，当地壳拉伸至断裂时就会形成槽沟，拉伸可能是由于附近火山的巨大重量造成的。研究表明，塔尔西斯火山是火星上大部分主要堑沟群的成因，导致产生堑沟群和其他构造特征的应力集中于南纬4度、东经253度的诺克提斯迷宫，但随着时间的推移，该中心已有所偏移。 

## 另请查看
- 堑沟
- 火星地质
- 高分辨率成像科学设备